# Luisa Adelaide di Borbone-Conti
Luisa Adelaide di Borbone-Conti (Parigi, 2 novembre 1696 – Parigi, 20 novembre 1750) era una figlia di Francesco Luigi di Borbone-Conti, e della moglie, Maria Teresa di Borbone-Condé, in quanto tale, fu Principessa del Sangue e fino alla morte fu conosciuta come Mademoiselle de La Roche-sur-Yon.

## Biografia

### Infanzia
Luisa Adelaide nacque all'Hôtel de Conti a Parigi come la figlia più giovane sopravvissuta di Francesco Luigi di Borbone-Conti, principe di Conti e di sua moglie Maria Teresa di Borbone-Condé. Fin dalla nascita, Luisa Adelaide fu conosciuta con il titolo di Mademoiselle de La Roche-sur-Yon. Sua sorella maggiore, Maria Anna, fu duchessa consorte di Borbone; suo fratello maggiore, Luigi Armando, fu principe di Conti.
Venne descritta come una bambina vivace e bella, e crescendo divenne una splendida adolescente.
L'anno dopo la sua nascita, suo padre venne creato re titolare di Polonia da re Luigi XIV ma in seguito rifiutò l'offerta a causa della sua relazione amorosa con la duchessa di Borbone, sua amante e figlia illegittima del re. Il 16 febbraio 1707 fu battezzata nella Cappella Reale di Versailles con i nomi Louise-Adélaïde in onore di Luigi, delfino di Francia, e di Maria Adelaide di Savoia, duchessa consorte di Borgogna.
Nel 1709, Mademoiselle de La Roche-sur-Yon perse suo padre e suo fratello Luigi Armando gli succedette come principe di Conti. Luisa Adelaide partecipò al matrimonio della sorella Maria Anna, nel 1713; lo sposo, suo cugino materno Luigi IV Enrico (figlio di Luisa Francesca di Borbone, amante del padre delle due nobili), era principe di Condé e duca di Borbone.

### Vita successiva

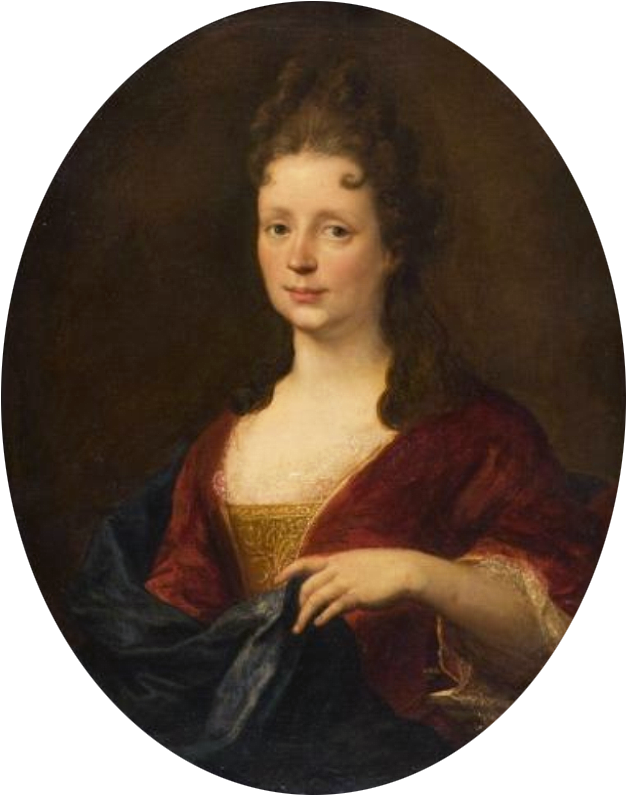
Luisa Adelaide ritratta nel 1730.

Nel 1720, alla morte della sorella maggiore, Luisa Adelaide ricevette tutte le proprietà della principessa, con grande fastidio del vedovo principe di Condé; il fatto causò una perdita d'immagine e di popolarità alla principessa.
Nel 1732 sua madre, Maria Teresa, morì dopo essersi riconciliata con i suoi figli: la famiglia Conti fu allontanata dalla madre a causa del comportamento violento del padre: Luisa Adelaide ne soffrí parecchio in quanto figlia più piccola. Fu in questo periodo ché Luisa Adelaide acquistò l'Hôtel de Lauzun appartenuto alla vedova del duca di Lauzun. Da quel momento la struttura venne rinominata Hôtel de La Roche-sur-Yon. 
Nel 1748 si pensò ad un suo possibile matrimonio con Stanislao Leszczyński, ex re di Polonia, ma non se ne fece niente: Luisa Adelaide non si sposò mai, ma ebbe molti figli bastardi da uomini sconosciuti.

### Morte
Dopo essere sopravvissuta ai genitori e a tutti i suoi fratelli, Mademoiselle de La Roche-sur-Yon morì a Parigi di vaiolo, il 20 novembre 1750 all'età di 54 anni. Fu sepolta al Carmel du faubourg Saint-Jacques, a Parigi.
Il marchese d'Argenson scrisse nelle sue memorie a proposito della morte di Luisa Adelaide: «Mademoiselle de La Roche-sur-Yon, principessa del sangue, è morta la notte scorsa di vaiolo. Era una buona principessa, anche se lascia molti figli bastardi».

## Ascendenza
|                                    |                           |                                    | Genitori                       |  |  | Nonni |  |  | Bisnonni                   |  |  | Trisnonni                 |  |
|                                    |                           |                                    |                                |  |  |       |  |  | Enrico II di Borbone-Condé |  |  | Enrico I di Borbone-Condé |  |
|                                    |                           |                                    |                                |  |  |       |  |  | Enrico II di Borbone-Condé |  |  | Enrico I di Borbone-Condé |  |
|                                    |                           | Carlotta Caterina de La Trémoille  |                                |  |  |       |  |  | Enrico II di Borbone-Condé |  |  |                           |  |
| Armando di Borbone-Conti           |                           |                                    |                                |  |  |       |  |  | Enrico II di Borbone-Condé |  |  |                           |  |
|                                    |                           | Carlotta Margherita di Montmorency | Enrico I di Montmorency        |  |  |       |  |  |                            |  |  |                           |  |
|                                    |                           | Carlotta Margherita di Montmorency | Enrico I di Montmorency        |  |  |       |  |  |                            |  |  |                           |  |
|                                    |                           | Carlotta Margherita di Montmorency | Luisa di Budos de Portes       |  |  |       |  |  |                            |  |  |                           |  |
| Francesco Luigi di Borbone-Conti   |                           | Carlotta Margherita di Montmorency |                                |  |  |       |  |  |                            |  |  |                           |  |
|                                    |                           | Geronimo Martinozzi                | Vincenzo Martinozzi            |  |  |       |  |  |                            |  |  |                           |  |
|                                    |                           | Geronimo Martinozzi                | Vincenzo Martinozzi            |  |  |       |  |  |                            |  |  |                           |  |
|                                    |                           | Geronimo Martinozzi                | Margherita Marcolini           |  |  |       |  |  |                            |  |  |                           |  |
| Anna Maria Martinozzi              |                           | Geronimo Martinozzi                |                                |  |  |       |  |  |                            |  |  |                           |  |
|                                    |                           | Laura Margherita Mazarino          | Pietro Mazarino                |  |  |       |  |  |                            |  |  |                           |  |
|                                    |                           | Laura Margherita Mazarino          | Pietro Mazarino                |  |  |       |  |  |                            |  |  |                           |  |
|                                    |                           | Laura Margherita Mazarino          | Ortensia Buffalini             |  |  |       |  |  |                            |  |  |                           |  |
| Luisa Adelaide di Borbone-Conti    |                           | Laura Margherita Mazarino          |                                |  |  |       |  |  |                            |  |  |                           |  |
|                                    | Luigi II di Borbone-Condé | Enrico II di Borbone-Condé         |                                |  |  |       |  |  |                            |  |  |                           |  |
|                                    | Luigi II di Borbone-Condé | Enrico II di Borbone-Condé         |                                |  |  |       |  |  |                            |  |  |                           |  |
|                                    | Luigi II di Borbone-Condé | Carlotta Margherita di Montmorency |                                |  |  |       |  |  |                            |  |  |                           |  |
| Enrico III Giulio di Borbone-Condé | Luigi II di Borbone-Condé |                                    |                                |  |  |       |  |  |                            |  |  |                           |  |
|                                    |                           | Chiara Clemenza di Maillé          | Urbano di Maillé-Brézé         |  |  |       |  |  |                            |  |  |                           |  |
|                                    |                           | Chiara Clemenza di Maillé          | Urbano di Maillé-Brézé         |  |  |       |  |  |                            |  |  |                           |  |
|                                    |                           | Chiara Clemenza di Maillé          | Nicole du Plessis de Richelieu |  |  |       |  |  |                            |  |  |                           |  |
| Maria Teresa di Borbone-Condé      |                           | Chiara Clemenza di Maillé          |                                |  |  |       |  |  |                            |  |  |                           |  |
|                                    |                           | Edoardo del Palatinato             | Federico V Elettore Palatino   |  |  |       |  |  |                            |  |  |                           |  |
|                                    |                           | Edoardo del Palatinato             | Federico V Elettore Palatino   |  |  |       |  |  |                            |  |  |                           |  |
|                                    |                           | Edoardo del Palatinato             | Elisabetta Stuart              |  |  |       |  |  |                            |  |  |                           |  |
| Anna Enrichetta del Palatinato     |                           | Edoardo del Palatinato             |                                |  |  |       |  |  |                            |  |  |                           |  |
|                                    |                           | Anna Maria di Gonzaga              | Carlo I di Gonzaga-Nevers      |  |  |       |  |  |                            |  |  |                           |  |
|                                    |                           | Anna Maria di Gonzaga              | Carlo I di Gonzaga-Nevers      |  |  |       |  |  |                            |  |  |                           |  |
|                                    |                           | Anna Maria di Gonzaga              | Caterina di Lorena             |  |  |       |  |  |                            |  |  |                           |  |
|                                    |                           | Anna Maria di Gonzaga              |                                |  |  |       |  |  |                            |  |  |                           |  |

## Titoli e trattamento
- 2 novembre 1696 -  20 novembre 1750 : Sua Altezza Serenissima  Mademoiselle de La Roche-sur-Yon, Principessa del Sangue.